# Agnieszka Mandat

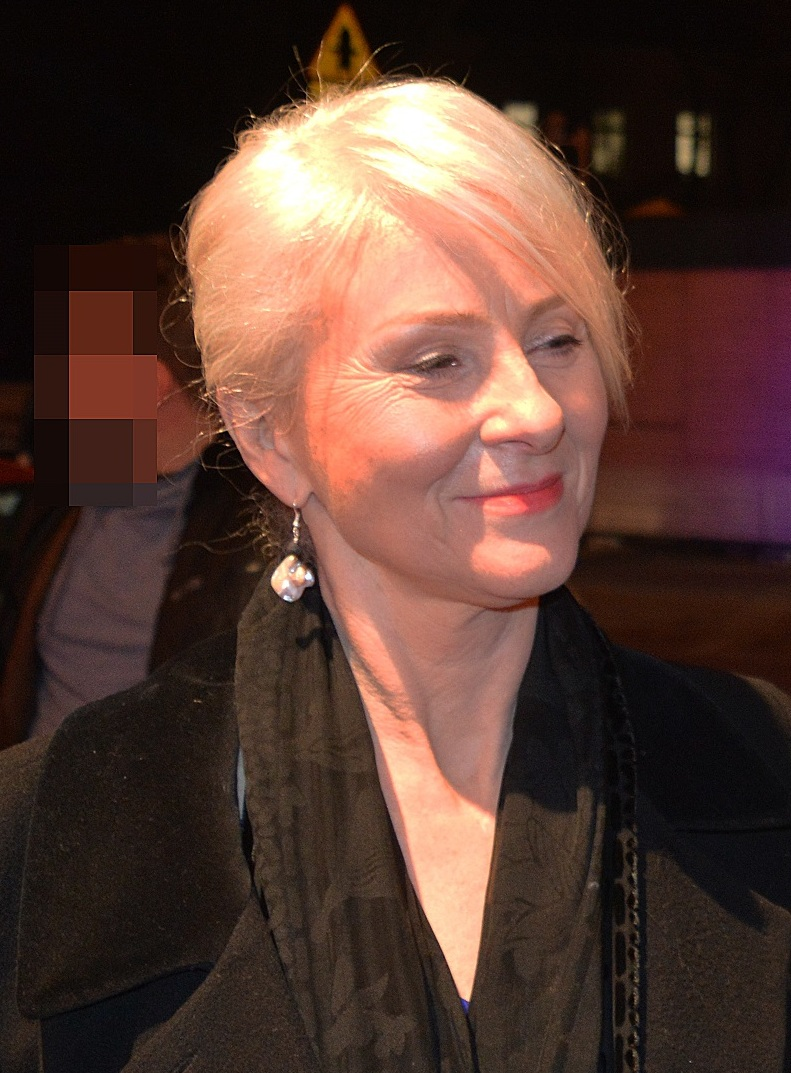
Agnieszka Mandat im Jahr 2018

Agnieszka Mandat (* 29. Mai 1953 in Krakau, Polen) ist eine polnische Schauspielerin.

## Leben
Agnieszka Mandat wurde 1953 in Krakau geboren. Sie absolvierte in ihrer Geburtsstadt an der Ludwik-Solski-Akademie für darstellende Kunst (PWST) ihre Schauspielausbildung, an der sie 1976 ihren Abschluss machte. Nach ihrem Theaterdebüt am Krakauer Stary-Theater im selben Jahr spielte sie fast vier Jahrzehnte an dem Haus, bis sie 2014 aus dem Ensemble ausstieg. Sie ist Dozentin der Nationalen Akademie für Theaterkunst (AST) in Krakau und war von 2005 bis 2008 deren Dekanin.
Sie spielt in vielen polnischen Fernsehserien und Filmen mit. Für ihre Darstellung in dem Film Die Spur (im Original Pokot) erhielt sie eine Nominierung für den Polnischen Filmpreis als Beste Hauptdarstellerin. Sie wirkte an mehr als 40 Produktionen für Film und Fernsehen mit.

## Filmografie
- 1981: Dziecinne pytania
- 1983: On, ona, oni
- 2000: Szczesliwy czlowiek
- 2007: Lódka
- 2007: Jasna strona
- 2008: Ile wazy kon trojanski?
- 2009: Nigdy nie mów nigdy
- 2010: Zwerbowana miłość
- 2012: Dzien kobiet
- 2014: Jeziorak
- 2017: Die Spur (Pokot)
- 2022: Parada serc